# Skomorochy Duże
Skomorochy Duże [pronunciación en polaco: /skɔmɔˈrɔxɨ ˈduʐɛ/] es un pueblo ubicado en el distrito administrativo de Gmina Grabowiec, dentro del condado de Zamość, Voivodato de Lublin, en el este de Polonia. Se encuentra a unos 24 kilómetros al noreste de Zamość y a 80 kilómetros al sureste de la capital regional Lublin.